# Жозеф Алфред Сере
Жозеф Алфред Сере (на френски: Joseph Alfred Serret) e френски математик.
Възпитаник на Екол Политекник, Париж. Професор по небесна механика в Колеж дьо Франс и по диференциално и интегрално смятане в Сорбоната.
Най-известен е с трудовете си по диференциална геометрия, в които независимо от друг френски математик - Жан Фредерик Френе, открива формулите, известни като Формули на Френе-Сере, чрез които взаимно се описват допирателната, нормалата и бинормалата в точка от крива в тримерното пространство.